# 左隊郡
左隊郡（さすいぐん）は、古代中国の地方区分である郡の一つで、西暦紀元9年から23年の新王朝の時代にあった。漢の潁川郡にあたり、現在の河南省中部を占める。

## 概要
新を建てた王莽は、地名と官名をしきりと改めた。左隊郡は古く戦国時代に韓があったところで、秦が潁川郡を建て、漢が継承した。
左隊への改称年は明記されないが、始建国元年（9年）かそれ以降の近い時期であろう。当時は他に右隊郡・前隊郡・後隊郡もあった。
始建国3年（11年）に定められた地域分担では大司徒の下に入った
後漢が建てられると、潁川郡の称にもどされた。

## 左隊大夫
郡の長官を漢では太守といったが、新では大夫に改称した。左隊郡の長官は左隊大夫である。
- 逯並 - 時期不明[3]
- 王呉 - 地皇4年（23年）3月見[4]